# 承認欲求 (アルバム)
『承認欲求』（しょうにんよっきゅう）は、シドの通算10枚目、メジャー6枚目のオリジナル・アルバム。2019年9月4日にキューンミュージックから発売された。

## 概要
- 初回限定盤、通常盤の2形態で発売された。初回特典DVDには「承認欲求」（Music Video、Photo Session）が収録されている。初回仕様分として全形態に購入者対象握手会参加券が封入されている。
- ツアー『SID TOUR 2019 -承認欲求- FINAL』が開催された。会場CD即売所にて、購入者特典として先着で「承認欲求」オリジナルステッカーをプレゼント。
- コンセプトは「あなたをあなたと認めてくれるものは何ですか？」である[2]。
- シングル曲が1曲も収録されていない初のアルバムとなった。

## 収録内容
| 全作詞: マオ。 |                                                                   |           |          |      |
| #              | タイトル                                                          | 作詞      | 作曲     | 時間 |
| 1.             | 「承認欲求」                                                      | マオ      | Shinji   | 3:57 |
| 2.             | 「Blood Vessel」(アプリゲーム「イケメンヴァンパイア」第2章主題歌) | マオ      | 御恵明希 | 3:43 |
| 3.             | 「手」                                                            | マオ      | Shinji   | 4:07 |
| 4.             | 「デアイ＝キセキ」                                                | マオ      | ゆうや   | 3:37 |
| 5.             | 「see through」                                                   | マオ      | Shinji   | 4:14 |
| 6.             | 「ポジティブの魔法」                                              | マオ      | ゆうや   | 4:09 |
| 7.             | 「淡い足跡」                                                      | マオ      | Shinji   | 3:59 |
| 8.             | 「Trick」                                                         | マオ      | 御恵明希 | 3:03 |
| 9.             | 「涙雨」                                                          | マオ      | 御恵明希 | 4:43 |
| 10.            | 「君色の朝」                                                      | マオ      | 御恵明希 | 5:05 |
| 合計時間:      | 合計時間:                                                         | 合計時間: | 40:37    |      |

| #  | タイトル                    | 作詞 | 作曲・編曲 | 時間 |
| -- | --------------------------- | ---- | ---------- | ---- |
| 1. | 「承認欲求」(Music Video)   |      |            | 3:51 |
| 2. | 「承認欲求」(Photo Session) |      |            |      |